# 藪神村 (新潟県北魚沼郡)
藪神村（やぶかみむら）は、かつて新潟県北魚沼郡にあった村。

## 沿革
- 1889年（明治22年）4月1日 - 町村制施行に伴い北魚沼郡新保村、米沢村、山田村、新保新田、今泉村、江口村、江口新田が合併し、藪神村が発足。
- 1901年（明治34年）11月1日 - 北魚沼郡羽川村、島町村（一部）と合併して、藪神村を新設。
- 1955年（昭和30年）3月31日 - 北魚沼郡広瀬村と合併し、広神村となり消滅。